# العلاقات الإيطالية السلوفينية
العلاقات الإيطالية السلوفينية هي العلاقات الثنائية التي تجمع بين إيطاليا وسلوفينيا.

## مقارنة بين البلدين
هذه مقارنة عامة ومرجعية للدولتين:
| وجه المقارنة                                              | إيطاليا                                                  | سلوفينيا                                                      |
| --------------------------------------------------------- | -------------------------------------------------------- | ------------------------------------------------------------- |
| المساحة (كم2)                                             | 301.34 ألف                                               | 20.27 ألف                                                     |
| عدد السكان (نسمة)                                         | 60.60 مليون                                              | 2.07 مليون                                                    |
| الكثافة السكانية (ن./كم²)                                 | 201.1                                                    | 102.12                                                        |
| العاصمة                                                   | روما، فلورنسا، تورينو                                    | ليوبليانا                                                     |
| اللغة الرسمية                                             | اللغة الإيطالية                                          | اللغة السلوفينية، اللغة الإيطالية، لغة مجرية                  |
| العملة                                                    | يورو، ليرة إيطالية                                       | يورو، تولار سلوفيني                                           |
| الناتج المحلي الإجمالي (بليون دولار)                      | 1.93 تريليون                                             | 48.77 مليار                                                   |
| الناتج المحلي الإجمالي (تعادل القوة الشرائية) بليون دولار | 2.26 تريليون                                             | 66.01 مليار                                                   |
| الناتج المحلي الإجمالي الاسمي للفرد دولار أمريكي          | 29.96 ألف                                                | 20.73 ألف                                                     |
| الناتج المحلي الإجمالي للفرد دولار أمريكي                 | 35.46 ألف                                                | 30.40 ألف                                                     |
| مؤشر التنمية البشرية                                      | 0.873                                                    | 0.880                                                         |
| رمز المكالمات الدولي                                      | +39                                                      | +386                                                          |
| رمز الإنترنت                                              | .it                                                      | .si                                                           |
| المنطقة الزمنية                                           | توقيت وسط أوروبا، ت ع م+01:00، ت ع م+02:00، أوروبا/روما ‏ | توقيت وسط أوروبا، ت ع م+01:00، ت ع م+02:00، أوروبا/ليوبليانا ‏ |

## مدن متوأمة
في ما يلي قائمة باتفاقيات التوأمة بين مدن إيطالية وسلوفينية:
- ترتبط أوديني مع ماريبور باتفاقية توأمة منذ 1996.
- ترتبط دوينو اوريسينا مع إيليرسكا بيتريسا باتفاقية توأمة.
- ترتبط ميديتشينا مع شكوفجا لوكا باتفاقية توأمة.
- ترتبط Savogna d'Isonzo [الإنجليزية]‏ مع شكوفجا لوكا باتفاقية توأمة.
- ترتبط سان دورليجو ديلا فالي مع بلدية كوتشيفيه [الإنجليزية]‏ باتفاقية توأمة.
- ترتبط فيرارا مع كوبر باتفاقية توأمة منذ 1960.
- ترتبط سونينو مع كانال أوب سوتسي [الإنجليزية]‏ باتفاقية توأمة.
- ترتبط سوندريو مع بلدية رادوفلييكا [الإنجليزية]‏ باتفاقية توأمة.
- ترتبط أكويليا مع بيران باتفاقية توأمة.
- ترتبط توري مع سيجانا باتفاقية توأمة.
- ترتبط بريكسن مع بليد باتفاقية توأمة منذ 1969.
- ترتبط سانتا مارينيلا مع بلدية كرانجسكا غورا [الإنجليزية]‏ باتفاقية توأمة.
- ترتبط بوسيني مع مورافسكه، مورافسكه [الإنجليزية]‏ باتفاقية توأمة.
- ترتبط تولنتينو مع إيزولا باتفاقية توأمة.
- ترتبط Castelnuovo del Garda [الإنجليزية]‏ مع تربنجه باتفاقية توأمة.
- ترتبط Quiliano [الإنجليزية]‏ مع بلدية آيدوشتشينا [الإنجليزية]‏ باتفاقية توأمة.
- ترتبط ريفولي مع كراني باتفاقية توأمة.
- ترتبط سان فينديميانو مع نوفا جوريتسا باتفاقية توأمة.
- ترتبط بيلاجيو مع شكوفجا لوكا باتفاقية توأمة.
- ترتبط Sant'Ambrogio di Valpolicella [الإنجليزية]‏ مع سيجانا باتفاقية توأمة.
- ترتبط نوفينتا بادوفانا مع بلدية شوشتاني [الإنجليزية]‏ باتفاقية توأمة.
- ترتبط ترييستي مع ليوبليانا باتفاقية توأمة.
- ترتبط Acqualagna [الإنجليزية]‏ مع بيران باتفاقية توأمة.
- ترتبط فيكيو مع بلدية تولمين [الإنجليزية]‏ باتفاقية توأمة.
- ترتبط بيزارو مع ليوبليانا باتفاقية توأمة.
- ترتبط كاستل غوفريدو مع بيران باتفاقية توأمة.
- ترتبط البندقية مع بيران باتفاقية توأمة منذ 1 مايو 2010.[16]
- ترتبط رونشي دي ليجونياري مع متليكا باتفاقية توأمة.
- ترتبط دوبيردو ديل لاجو مع بلدية بليد [الإنجليزية]‏ باتفاقية توأمة.
- ترتبط بارما مع ليوبليانا باتفاقية توأمة.
- ترتبط Sant'Ambrogio sul Garigliano [الإنجليزية]‏ مع سيجانا باتفاقية توأمة.
- ترتبط Tarcento [الإنجليزية]‏ مع بوويتش باتفاقية توأمة.
- ترتبط أركيفيا مع بلدية ريبنيتسا [الإنجليزية]‏ باتفاقية توأمة.
- ترتبط بلدة بيفيرنو مع بلدية بردا [الإنجليزية]‏ باتفاقية توأمة.
- ترتبط أنكونا مع Ribnica, Ribnica [الإنجليزية]‏ باتفاقية توأمة منذ 2005.[17][18]
- ترتبط موجا مع كوبر باتفاقية توأمة.

## منظمات دولية مشتركة
يشترك البلدان في عضوية مجموعة من المنظمات الدولية، منها:
| علم المنظمة | اسم المنظمة                               | تاريخ انضمام إيطاليا | تاريخ انضمام سلوفينيا |
| ----------- | ----------------------------------------- | -------------------- | --------------------- |
|             | مجلس أوروبا                               | 5 مايو 1949          | ?                     |
|             | منظمة التعاون الاقتصادي والتنمية          | 29 مارس 1962         | ?                     |
|             | منظمة التجارة العالمية                    | 1995                 | ?                     |
|             | المنظمة الأوروبية لسلامة الملاحة الجوية   | 1996                 | 1995                  |
|             | الاتحاد البريدي العالمي                   | ?                    | ?                     |
|             | الاتحاد الأوروبي                          | 25 مارس 1957         | 1 مايو 2004           |
|             | حلف شمال الأطلسي                          | 4 أبريل 1949         | 29 مارس 2004          |
|             | مجموعة الموردين النوويين                  | ?                    | ?                     |
|             | يونسكو                                    | ?                    | 27 مايو 1992          |
|             | اتفاقية السماوات المفتوحة                 | ?                    | ?                     |
|             | مؤسسة التمويل الدولية                     | 27 ديسمبر 1956       | 25 فبراير 1993        |
|             | المركز الدولي لتسوية المنازعات الاستشارية | 28 أبريل 1971        | 6 أبريل 1994          |
|             | الفريق المعني برصد الأرض                  | ?                    | ?                     |
|             | منظمة حظر الأسلحة الكيميائية              | ?                    | ?                     |
|             | مؤسسة التنمية الدولية                     | 24 سبتمبر 1960       | 25 فبراير 1993        |
|             | مجموعة أستراليا                           | 1985                 | 2004                  |
|             | منظمة الأمن والتعاون في أوروبا            | 25 يونيو 1973        | 24 مارس 1992          |
|             | مركز تنسيق الحركة في أوروبا ‏              | ?                    | ?                     |
|             | وكالة ضمان الاستثمار متعدد الأطراف        | 29 أبريل 1988        | 19 مارس 1993          |
|             | الاتحاد الدولي للاتصالات                  | 1866                 | 16 يونيو 1992         |
|             | منظمة الشرطة الجنائية الدولية             | ?                    | ?                     |
|             | الأمم المتحدة                             | 14 ديسمبر 1955       | 22 مايو 1992          |
|             | البنك الدولي للإنشاء والتعمير             | 27 مارس 1947         | 25 فبراير 1993        |
|             | المنظمة الهيدروغرافية الدولية             | ?                    | ?                     |

## أعلام
هذه قائمة لبعض الشخصيات التي تربطها علاقات بالبلدين:
- أنطونيو لاشياك (21 سبتمبر 1856 – 26 ديسمبر 1946)
- إدواردو ريا (10 أكتوبر 1945[27] – )
- باولو مالديني (لاعب كرة قدم إيطالي، 26 يونيو 1968[28] – )
- تشيزاري مالديني (لاعب ومدرب كرة قدم إيطالي، 5 فبراير 1932[29][30] – 3 أبريل 2016[30])
- جورجو غابر (25 يناير 1939[31] – 2003[31])
- دراغان هولكر (لاعب كرة قدم صربي، 19 يناير 1945 – 23 سبتمبر 2015)
- دوبرافكا داتشيتش (لاعبة كرة سلة سلوفينية، 6 مايو 1985 – )
- روبرتو تشياسيج (لاعب كرة سلة إيطالي، 1 ديسمبر 1974 – )
- كريستيان مالديني (14 يونيو 1996[32] – )
- والتر فيلتروني (سياسي إيطالي، 3 يوليو 1955 – )

## وصلات خارجية
- موقع وزارة الخارجية الإيطالية
- موقع وزارة الخارجية السلوفينية